# سمكة المهرج البرتقالية
سمكة المهرج البرتقالية (الإسم العلمي:Orange clownfish)، هو نوع من الأسماك يتبع جنس سمكة المهرج من فصيلة البوماسنتريدي. تتغذى على الديدان والطحالب والعوالق الصغيرة.